# Verdrag van Olmütz

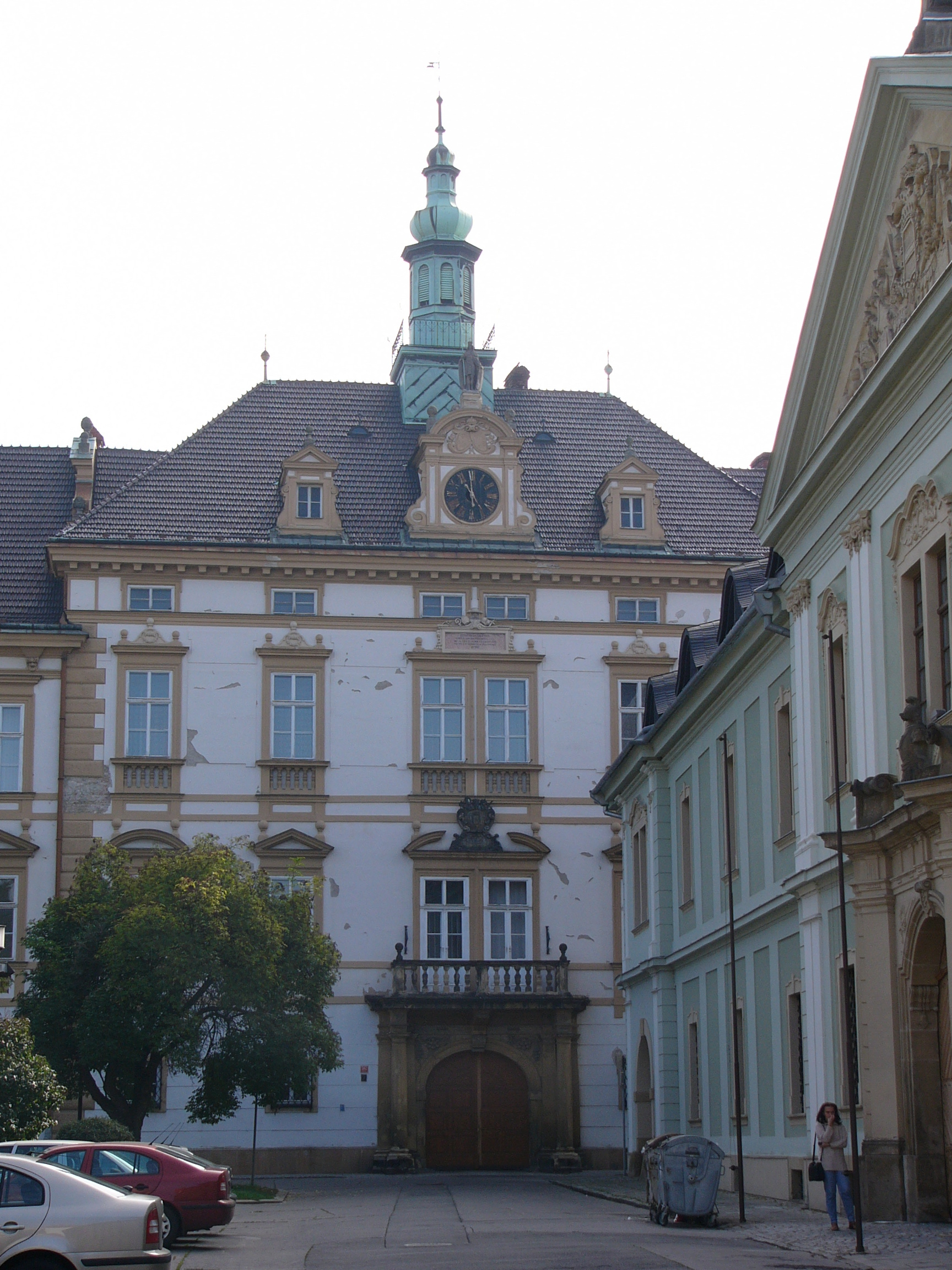
Ondertekeningslocatie

Het Verdrag van Olmütz (Duits: Olmützer Punktation) was een verdrag dat op 29 november 1850 gesloten werd tussen Pruisen en Oostenrijk. Het verdrag dankt zijn naam aan de plaats waar het document getekend werd, namelijk Olomouc (Duits: Olmütz) in hedendaags Tsjechië, destijds Oostenrijk. Het verdrag regelde de vernieuwing van de Duitse Bond.
Het verdrag werd gezien als een nederlaag voor de Pruisische plannen om de Duitse landen te verenigen. Voor het tekenen van de plannen was er nog sprake van de zogenaamde Unie van Erfurt (of Duitse Unie) tussen Pruisen, Hannover en Saksen. De Oostenrijkers hadden het in die tijd te druk met de revoluties in Hongarije om zich met Duitse aangelegenheden te bemoeien. Toen Oostenrijk weer de mogelijkheid had om zich met de Duitse Bond bezig te houden ontstond er al snel een grimmige relatie met Pruisen. De Pruisen kwamen in deze situatie bijna in oorlog met Beieren dat op zijn beurt geallieerd was met Oostenrijk. De Oostenrijkse minister-president Felix zu Schwarzenberg haalde Hannover en Saksen over de Duitse Unie te verlaten en eiste dat Pruisen zijn troepen zou terugtrekken uit Hessen en stelde hiervoor een ultimatum. Na een wederzijdse mobilisatie van de troepen besloten de Pruisen al snel om zich over te geven aan de eisen van Oostenrijk, ook omdat dat land sinds kort de steun kreeg van Rusland.